# 永遠の君へ
『永遠の君へ』（えいえんのきみへ）は、東海テレビ・東宝製作、フジテレビ系列で、2004年3月29日から6月25日まで月曜から金曜の13:30 - 14:00に放送された昼のテレビドラマである。

## あらすじ
女子高の音楽教師・朝倉春生は、芸大教授の父・卓郎の教え子で、バイオリニストの北条啓吾と交際をしていた。ある夜、街で春生は包丁を持った暴漢に襲われるが、通りかかった男・キャバクラ店長の桧山恭司に助けられる。当初は境遇の違いから2人は激しく反発するが、やがてお互いにないものに惹かれ合い、同居を始める。しかし、実は2人が異母兄妹であることが判明する。それでも、2人は自分達の恋を信じ、どれほど傷ついても諦めることなく、その感情とぶつかっていく。

## キャスト
- 真島春生（朝倉春生） - 大路恵美
- 桧山恭司 - 浜田学
- 真島純一 - 村井克行
- 真島沙織 - 今村雅美
- 朝倉卓郎 - 大和田伸也
- 桧山志津枝 - 朝加真由美
- 朝倉冴子 - 田島令子
- 北条啓吾 - 岡本光太郎
- 白井百合子 - 渋谷亜希
- 江藤潤
- 弓恵子
- 小笠原洋子 ‐ 増子倭文江
- 大城英司
- 加藤善博
- 三国由奈
- 長岡尚彦
- 児玉頼信
- 大方斐紗子
- 藤倉みのり
- 池田武志
- 中沢清六
- 松本知佐
- 安藤弘子
- 佐藤千晶
- 荒川智大
- 清水伸
- 滝沢央佳
- 加々美正史
- 岳美
- かんの梨果
- 花村怜美
- 吉田祐健
- 山崎健二
- 赤間浩一
- 大坪佳代
- 中田敦夫
- 串間保
- 阿部六郎
- 内野智
- 川屋せっちん
- 榊徹
- 川原洋子
- 高橋則彦
- 横手ひさお
- 足立龍弥
- 国枝量平
- 美月麻帆
- 藤本洋子
- 小幡茜
- 飯島豊久
- 宮崎則仁
- 市場裕次朗
- 稲村優奈
- 渡部遼介
- 牟田浩二
- 藤波晟
- 八幡朋昭
- 窪園純一
- 青木崚
- 田村円
- 藤田哲也
- 尾関伸嗣
- 松田俊政
- 澤純子
- 赤嶺星奈
- 木村郁
- 田口志保
- 美斉津明子
- 松原ひろの
- 関口篤
- 児玉美智子
- 遠藤公太朗
- 秦中智鶴
- 木下真利
- 遠藤たつお
- 甲野優美
- 矢田有三
- 谷藤太
- 深沢さやか
- 三原伊織奈
- 松永麻里
- 藤田直也
- 大瀧麻紀子
- トニー・セテラ
- 東沙弥香
- 渡辺光祐
- 鳳プロ
- 古賀プロダクション
- 稲川素子事務所
- 劇団東俳
- テアトルアカデミー

## スタッフ
- 企画 - 鶴啓二郎（東海テレビ）
- 脚本 - 高田純、田部俊行、梶本恵美
- 演出 - 奥村正彦、牧時範、村松弘之
- 広報 - 植木圭一（東海テレビ）、山本聡美（東海テレビ）
- プロデューサー - 塚田泰浩（東宝）、今村眞治（東宝）、風岡大（東海テレビ）
- 音楽 - 椎名KAY太
- 制作 - 東海テレビ放送、東宝株式会社

## 主題歌
- 「プロローグ」 歌：BREATH（レーベル：avex trax）